# Hans Bänziger
Hans Bänziger (Romanshorn, 15 gennaio 1917 – Romanshorn, 8 marzo 2005) è stato uno storico e scrittore svizzero.

## Biografia
Figlio di Emil, dottore in chimica, proprietario di una tintoria, dal 1937 al 1942 studiò germanistica, storia e didattica a Zurigo, conseguendo il dottorato nel 1943. Nel 1943 sposò Klara Ida Sieber, figlia di Hans Sieber, maestro fornaio. Insegnò alla scuola cantonale di Trogen dal 1943 al 1967 e all'Università di San Gallo dal 1952 al 1967, dove nel 1965 ottenne l'abilitazione con la ricerca Heimat und Fremde, pubblicata nel 1958. Coredattore della rivista Reformatio dal 1963 al 1967, fu professore al Bryn Mawr College in Pennsylvania dal 1967 al 1982. Autore di numerosi libri su scrittori del XX secolo, fu tra l'altro membro della Società svizzera degli scrittori e delle scrittrici e del PEN-Club.